# 家へおいでよ
「家へおいでよ」 (うちへおいでよ、英語: Come on-a My House) は、ロス・バグダサリアンとウィリアム・サローヤンにより1939年の夏に作詞作曲された楽曲である。

## 概要
この曲は1939年の夏にロスとウィリアムにより作詞作曲されたが、最初にヒットしたのは1951年6月6日にリリースされたローズマリー・クルーニーのアルバム『Come On-A My House』によってである。同年夏のビルボードでは、8週に渡り1位を記録している。
日本では1952年に当時15歳の江利チエミが歌い、「テネシーワルツ」とカップリングされたデビューシングルは発売間もなく20万枚近くを売り上げる大ヒットとなったが、これはスロー・バラード風だった「テネシーワルツ」の人気の方が先行していた。しかしながら、「家へおいでよ」で江利チエミがみせたそれまでの日本ジャズシンガーには見られない唱法は、昭和30年代の『スイングジャーナル』誌で女性ボーカル部門のトップを江利チエミが独占するきっかけともなった。「テネシーワルツ」、「家へおいでよ」ともに音羽たかしによる訳詞であった。それまでのジャズシンガーが進駐軍関係の場所で歌っていたことから、英語（もしくは原語）で歌っていたのに対し、「テネシーワルツ」、「家へおいでよ」は英語の原詞と日本語歌詞が混ざった構成となっており、英語歌詞のみでは日本人社会につたわり難かったフィーリング（「テネシーワルツ」ならば哀愁感）を伝えることができ、原詞の大意を伝えることに成功したことがヒットの要因の1つであった。また1952年前後に日本の流行歌にこれといったヒットソングが生まれていない、いわば低迷期であったことも要因の1つに挙げられる。

## 主なカヴァー
- エラ・フィッツジェラルド
- Kay Starr
- Della Reese
- Gayle Mc Quinlan
- Dominic Halpin
- ジュリー・ロンドン
- Red Loquita
- Rita Mizrahi Shamie
- 江利チエミ
- umekichi
- 土岐麻子
- 区麗情
- Coco d’Or
- 工藤静香
- 1993年から1994年までフジテレビ系列で放送された『カモナ・マイハウス』では、オープニングに本曲のカバー（歌手は不明）が用いられていた。